# 州間高速道路115号線
州間高速道路115号線 (I-115) は、モンタナ州ビュートを走る延長1.19マイル (1.92 km)の州間高速道路で、同15・90号線から分岐し、ビュート市街の15・19号通勤別線まで東走する州間高速道路15号線の支線。ビュート市街から先は、アイアン通り (Iron Street) となる。15号線には本線のほか、同じく短距離支線の放射線315号線がグレートフォールス市内を走っているが、こちらは本線と異なり315号線とは案内されておらず、15号環状線として供用されている。
全線が州間高速道路15・19号通勤別線東行きおよび15・19号本線西行きとの重複区間となっている。

## 沿線風景
本線は州間高速道路15・19号との分岐点に端を発し、東のビュート市街へ向かう。片面2車線の高規格道路となっているが、東行きは大きくカーブするのに対し、西行きは15・19号線にほぼ直進するので、1番出口までの間の上下線がだいぶ離れている。起点から約1マイル (1.6 km)の地点で、唯一のインターチェンジである1番出口をむかえる。ここで降りるとエクセルシオ通り (Excelsior Avenue) を経由してウォーカーヴィル (Walkerville) に連絡する。一般に都市部のインターチェンジは信号機で制御されていることが多いが、本インターチェンジは地方で見かけるような一時停止、前方優先道路の道路標識のみで制御されている。番号のついたインターチェンジはここだけで、これより先1.3マイル (2.1 km)ほどは高速道路規格のまま続いた後、中央分離帯がなくなって一般道となる。ビュート市街のクラーク通り（Clark Street、15・19号通勤別線）との三叉路に至る直前で、路線は終わる。

## インターチェンジの一覧
全区間シルバーバウ郡 (Silver Bow County) ビュート市内。
| Mile | # | 連絡                               | 備考                     |
| ---- | - | ---------------------------------- | ------------------------ |
| 0.00 |   |                                    | 西行き出口、東行き入り口 |
|      | 1 | エクセルシオ通り– ウォーカーヴィル |                          |
| 1.19 |   | クラーク通り                       | 平面交差                 |
| 1.19 |   | アイアン通り(I-15 Bus., I-90 Bus.) |                          |